# Благодатнівська сільська рада (Білозерський район)
Петрі́вська сільська́ ра́да — адміністративно-територіальна одиниця та орган місцевого самоврядування в Білозерському районі Херсонської області. Адміністративний центр — село Петрівське.

## Загальні відомості
Петрівська сільська рада утворена в 1929 році.
- Територія ради: 1,099 км²
- Населення ради: 1 023 осіб (станом на 2001 рік)

## Населені пункти
Сільській раді були підпорядковані населені пункти:
- с. Петрівське

## Склад ради
Рада складалася з 16 депутатів та голови.
- Голова ради: Сукач Ольга Трохимівна
- Секретар ради: Шевченко Ольга Володимирівна

### Керівний склад попередніх скликань
| Прізвище, ім'я, по батькові | Основні відомості                                                 | Дата обрання | Дата звільнення |
| --------------------------- | ----------------------------------------------------------------- | ------------ | --------------- |
| Сукач Ольга Трохимівна      | Сільський голова, 1956 року народження, освіта вища, позапартійна | 26.03.2006   | 31.10.2010      |
| Сукач Ольга Трохимівна      | Сільський голова, 1956 року народження, освіта вища, позапартійна | 31.10.2010   |                 |

Примітка: таблиця складена за даними сайту Верховної Ради України

### Депутати
За результатами місцевих виборів 2010 року депутатами ради стали:

#### За суб'єктами висування
| Суб'єкт висування           | Кількість обраних депутатів | %    |
| --------------------------- | --------------------------- | ---- |
| Самовисування               | 15                          | 93,8 |
| Комуністична партія України | 1                           | 6,3  |

#### За округами
| № округу                    | Прізвище, ім'я, по батькові       | Дата визнання обраним | Освіта             | Партійна приналежність | Відомості про обраного депутата                                 |
| --------------------------- | --------------------------------- | --------------------- | ------------------ | ---------------------- | --------------------------------------------------------------- |
| Комуністична партія України |                                   |                       |                    |                        |                                                                 |
| 13                          | Аширова Вікторія Миколаївна       | 01.11.2010            | середня спеціальна | позапартійна           | тимчасово не працює                                             |
| Самовисування               |                                   |                       |                    |                        |                                                                 |
| 1                           | Возняк Наталія Миколаївна         | 01.11.2010            | середня            | позапартійна           | Дочірнє підприємство"Гауда", бухгалтер                          |
| 2                           | Ходикіна Людмила Миколаївна       | 01.11.2010            | вища               | позапартійна           | Петрівська загальноосвітня школа, вчитель                       |
| 3                           | Таточенко Валентина Володимирівна | 01.11.2010            | вища               | позапартійна           | Петровський дитячий садок, вихователь                           |
| 4                           | Панченко Ольга Василівна          | 01.11.2010            | вища               | позапартійна           | Петрівська загальноосвітня школа, вихователь                    |
| 5                           | Ляхова Любов Іванівна             | 01.11.2010            | вища               | позапартійна           | Петрівська сільська рада, бухгалтер                             |
| 6                           | Семешко Тетяна Броніславівна      | 01.11.2010            | середня            | позапартійна           | Державне підприємство «Дослідне господарство Копані», робітник  |
| 7                           | Мікла Віра Григорівна             | 01.11.2010            | середня спеціальна | позапартійна           | Херсонський туберкульозний диспансер, молодша медсестра         |
| 8                           | Овсійчук Людмила Олександрівна    | 01.11.2010            | вища               | позапартійна           | Петрівська загальноосвітня школа, заступник директора           |
| 9                           | Шевченко Ольга Володимирівна      | 01.11.2010            | вища               | позапартійна           | Петрівська сільська рада, секретар                              |
| 10                          | Люхова Марина Миколаївна          | 01.11.2010            | вища               | позапартійна           | Державне підприємство «Дослідне господарство Копані», бухгалтер |
| 11                          | Бараболя Оксана Анатоліївна       | 01.11.2010            | середня спеціальна | позапартійна           | тимчасово не працює                                             |
| 12                          | Данілевська Людмила Володимирівна | 01.11.2010            | середня спеціальна | позапартійна           | Петрівська загальноосвітня школа, медсестра                     |
| 14                          | Єпішина Тетяна Максимівна         | 01.11.2010            | вища               | позапартійна           | Петрівська загальноосвітня школа, вчитель                       |
| 15                          | Капуста Олександр Вікторович      | 01.11.2010            | середня спеціальна | член Партії регіонів   | Дочірнє підприємство «Гауда», оператор                          |
| 16                          | Ткачук Володимир Олександрович    | 01.11.2010            | середня            | позапартійний          | Херсонська дистанція Одеської залізниці, слюсар                 |

## Населення
Згідно з переписом УРСР 1989 року чисельність наявного населення села становила 1013 осіб, з яких 476 чоловіків та 537 жінок.
За переписом населення України 2001 року в селі мешкало 1008 осіб.

### Мова
Розподіл населення за рідною мовою за даними перепису 2001 року:
| Мова       | Відсоток |
| ---------- | -------- |
| українська | 91,89 %  |
| російська  | 7,43 %   |
| молдовська | 0,20 %   |
| білоруська | 0,10 %   |
| інші       | 0,38 %   |